# 迪索
迪索（義大利語：Diso），是意大利莱切省的一个市镇。总面积11平方公里，人口3175人，人口密度288.6人/平方公里（2009年）。ISTAT代码为075027。